# Parachironomus
Parachironomus is een muggengeslacht uit de familie van de Dansmuggen (Chironomidae).

## Soorten
- P. abortivus (Malloch, 1915)
- P. acutus (Goetghebuer, 1936)
- P. alatus (Beck, 1962)
- P. biannulatus (Staeger, 1839)
- P. carinatus (Townes, 1945)
- P. cinctellus (Goetghebuer, 1921)
- P. chaetoala (Sublette, 1960)
- P. danicus Lehmann, 1970
- P. digitalis (Edwards, 1929)
- P. directus (Dendy and Sublette, 1959)
- P. elodeae (Townes, 1945)
- P. forceps (Townes, 1945)
- P. frequens (Johannsen, 1905)
- P. gracilior (Kieffer, 1918)
- P. hirtalatus (Beck and Beck, 1964)
- P. kuzini Shilova, 1969
- P. mauricii (Kruseman, 1933)
- P. monochromus (Wulp, 1874)
- P. paradigitalis Brundin, 1949
- P. parilis (Walker, 1856)

- P. pectinatellae (Dendy and Sublette, 1959)
- P. potamogeti (Townes, 1945)
- P. schneideri Beck and Beck, 1969
- P. siljanensis Brundin, 1949
- P. subalpinus (Goetghebuer, 1932)
- P. sublettei (Beck, 1961)
- P. swammerdami (Kruseman, 1933)
- P. tenuicaudatus (Malloch, 1915)
- P. varus (Goetghebuer, 1921)
- P. vitiosus (Goetghebuer, 1921)